# Sellin
Sellin là một đô thị thuộc huyện Vorpommern-Rügen (trước thuộc huyện Rügen), bang Mecklenburg-Vorpommern, miền bắc nước Đức.

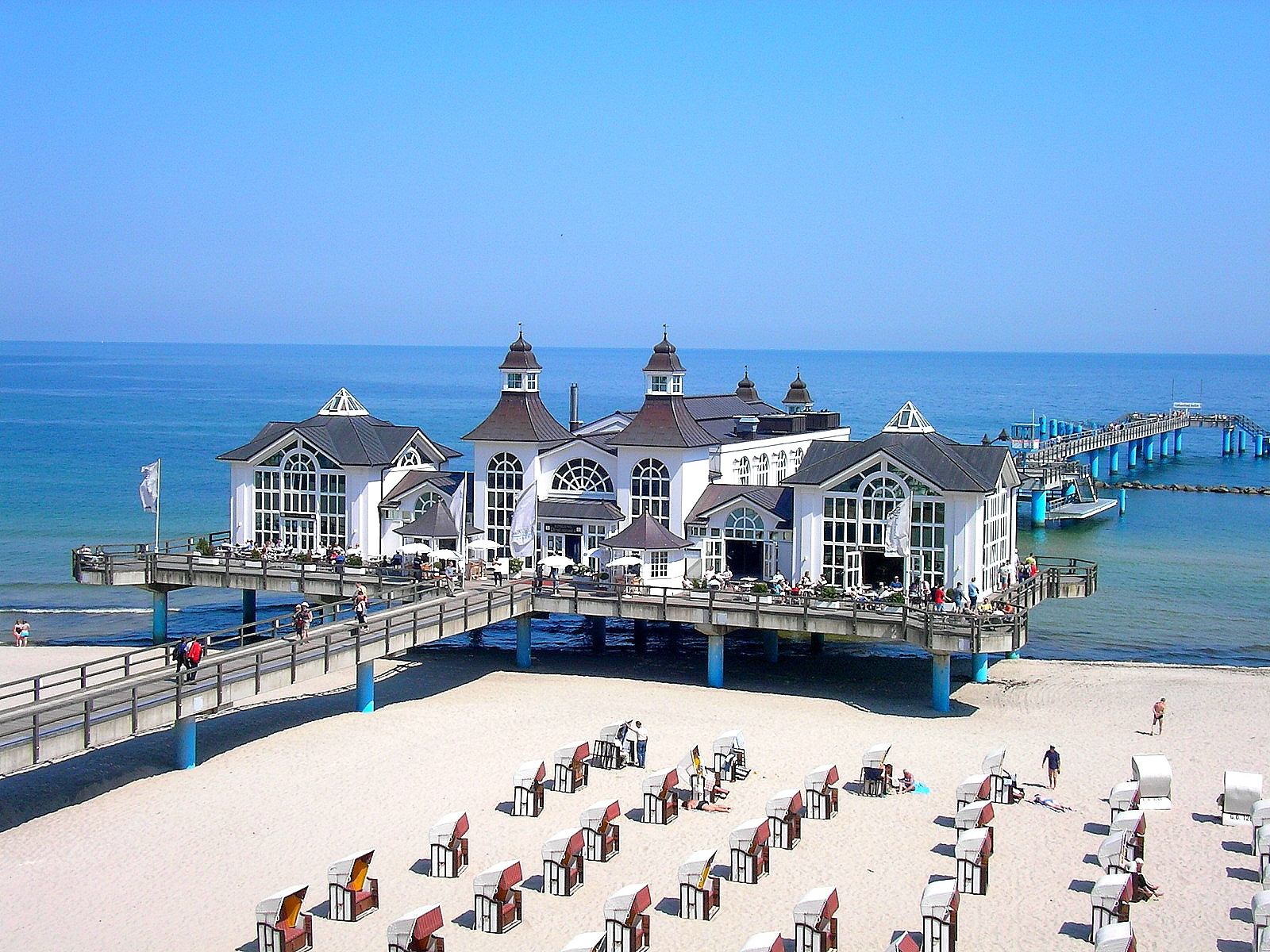
Bãi biển Rügen của Sellin

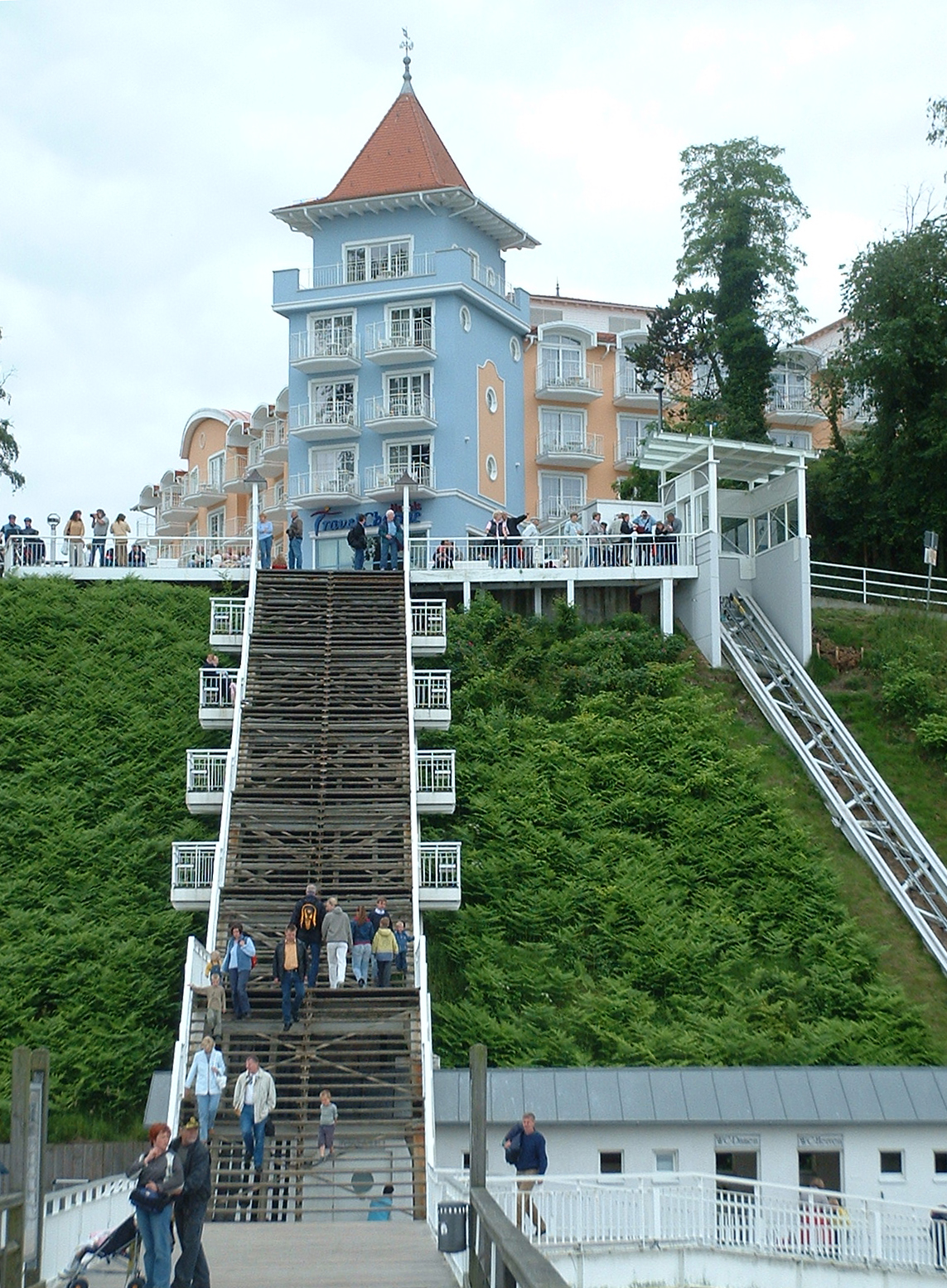
The Hotel Kurhaus Sellin near the Beach